# Richland (Texas)
Richland és una població dels Estats Units a l'estat de Texas. Segons el cens del 2000 tenia 291 habitants.

## Demografia
Segons el cens del 2000, Richland tenia 291 habitants, 126 habitatges, i 79 famílies. La densitat de població era de 105 habitants/km².
Dels 126 habitatges en un 22,2% hi vivien nens de menys de 18 anys, en un 54,8% hi vivien parelles casades, en un 5,6% dones solteres, i en un 37,3% no eren unitats familiars. En el 31,7% dels habitatges hi vivien persones soles el 15,9% de les quals corresponia a persones de 65 anys o més que vivien soles. El nombre mitjà de persones vivint en cada habitatge era de 2,31 i el nombre mitjà de persones que vivien en cada família era de 2,91.
Per edats la població es repartia de la següent manera: un 19,9% tenia menys de 18 anys, un 11,3% entre 18 i 24, un 24,1% entre 25 i 44, un 27,1% de 45 a 60 i un 17,5% 65 anys o més.
L'edat mediana era de 41 anys. Per cada 100 dones de 18 o més anys hi havia 104,4 homes.
La renda mediana per habitatge era de 33.056 $ i la renda mediana per família de 36.406 $. Els homes tenien una renda mediana de 26.625 $ mentre que les dones 17.500 $. La renda per capita de la població era de 17.440 $. Aproximadament el 15,8% de les famílies i el 17,6% de la població estaven per davall del llindar de pobresa.

## Poblacions més properes
El següent diagrama mostra les poblacions més properes.